# Deutsches Plakatmuseum

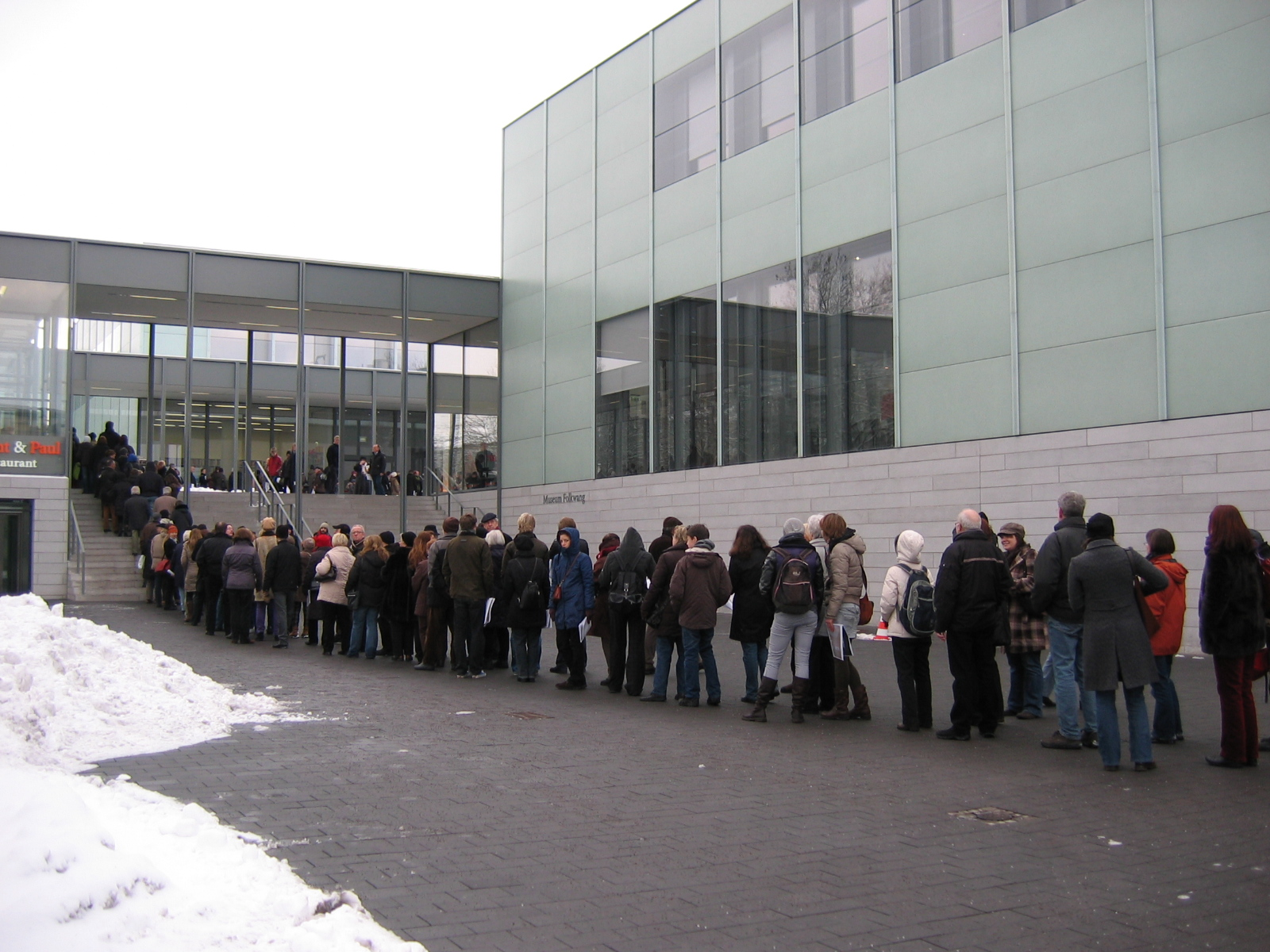
Besucher des Folkwang-Museums (2010)

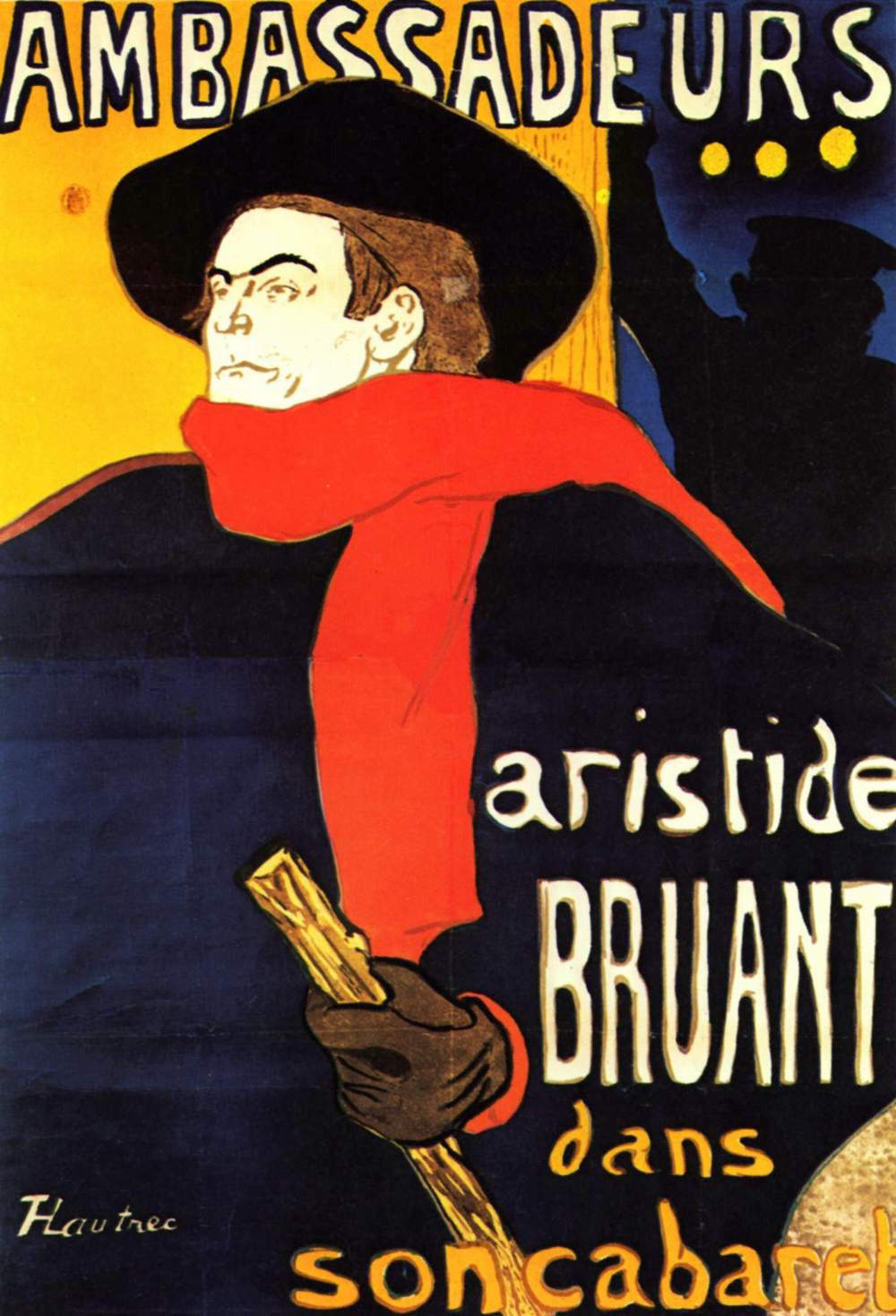
Plakat von Toulouse-Lautrec im Bestand des Plakatmuseums

Das Deutsche Plakat Museum (DPM) ist eine Spezialsammlung für Plakate in der Stadt Essen und hat sein Domizil seit 2010 im Neubau des Museum Folkwang.
Die Sammlung wurde 1974 von der Stadt Essen übernommen und dem Museum Folkwang angegliedert. Sie war zunächst in der Essener Innenstadt untergebracht. Der Bestand wurde und wird ständig durch Neuerwerbungen erweitert. Die Sammlung bestand 2011 aus mehr als 340.000 Objekten. 
Von 2005 bis 2024 war René Grohnert Leiter des DPM. Seit Januar 2025 leitet die Kunsthistorikerin Julia König das Deutsche Plakatmuseum.

## Sammlung
Die Sammlung enthält Plakate aus den Bereichen Politik, Wirtschaft und Kultur, zeitlich von den Anfängen der Plakate bis in die Gegenwart. Inhaltlicher Schwerpunkt ist die Dokumentation der deutschen Entwicklung im europäischen Kontext. Udo Achten hat dem Museum über 10.000 gewerkschaftliche und politische Plakate geschenkt.

### Gliederung
- Kaiserreich (1880–1914)
- Weimarer Republik (1919–1933)
- DDR-(Kultur)Plakate (1949–1989)
- Westdeutschland-Plakate (1948–1989)
- Vereinigtes Deutschland (nach 1989)

### Sondersammlungen
- französische Plakate  (um 1900)
- polnische (Kultur)Plakate  (1955–1995)
- Schweizer (Kultur)Plakate  (ab 1960)

## Sonderausstellungen
- 2013 im ChorForum Essen der Kirche St. Engelbert (Essen): 100 beste Plakate 12 Deutschland Österreich Schweiz
- 2025 Photography Masters. Folkwang Universität der Künste